# Porius papuanus
Porius papuanus är en spindelart som först beskrevs av Tord Tamerlan Teodor Thorell 1881.  Porius papuanus ingår i släktet Porius och familjen hoppspindlar. Inga underarter finns listade i Catalogue of Life.